# Torbjørn Falkanger

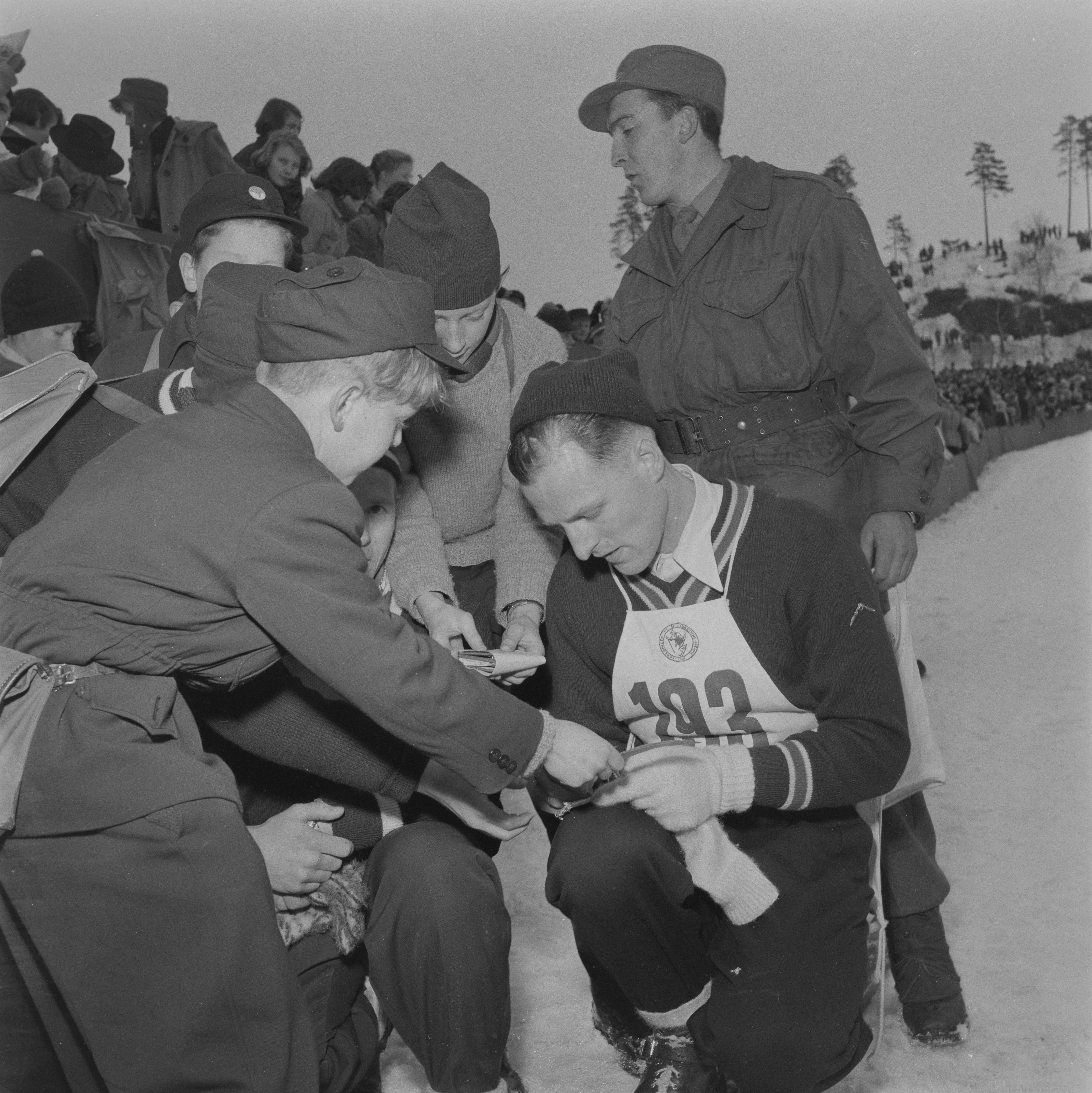
Falkanger escribe autógrafos en 1952.

Torbjørn Falkanger (8 de octubre de 1927, Trondheim - 16 de julio de 2013) fue un saltador de esquí noruego que estuvo activo en la década de 1940 y principios de 1950.
Falkanger ganó una medalla de plata en los Juegos Olímpicos de Invierno de 1952 en el salto de esquí y también ganó la competición de salto de esquí de Holmenkollen en dos ocasiones (1949 y 1950). También tomó el Juramento Olímpico en los Juegos de 1952 en Oslo.
Su carrera terminó pocos meses antes de los Juegos Olímpicos de Invierno de 1956, debido a una caída en un cerro mientras practicaba salto de esquí.